# Ahab
Az Ahab 2004-ben alakult német funeral doom metal együttes. Nevüket a híres regény, a Moby Dick egyik főszereplőjének, Ahab kapitánynak nevéről kapták. Lemezeiket a Napalm Records jelenteti meg. Harmadik nagylemezükkel kezdve a funeral doom mellett a progresszív metal/progresszív rock stílusokat is vegyítik.

## Tagok
- Daniel Droste – gitár, ének, billentyűk

- Christian Hector – gitár

- Stephen Wandernorth – basszusgitár

- Cornelius Althammer – basszusgitár

Korábbi tagok
- Stephan Adolph – basszusgitár, gitár, ének

## Diszkográfia
Stúdióalbumok
- The Call of the Wretched Sea (2006)
- The Divinity of Oceans (2009)
- The Giant (2012)
- The Boats of the "Glen Carrig" (2015)

## Egyéb kiadványok
EP-k
- The Oath (2005)

Demók
- The Stream (2004)

Kislemezek
- Old Thunder (2020)[1]

Koncertalbumok
- Live Prey (2020)